# Scuter acvatic

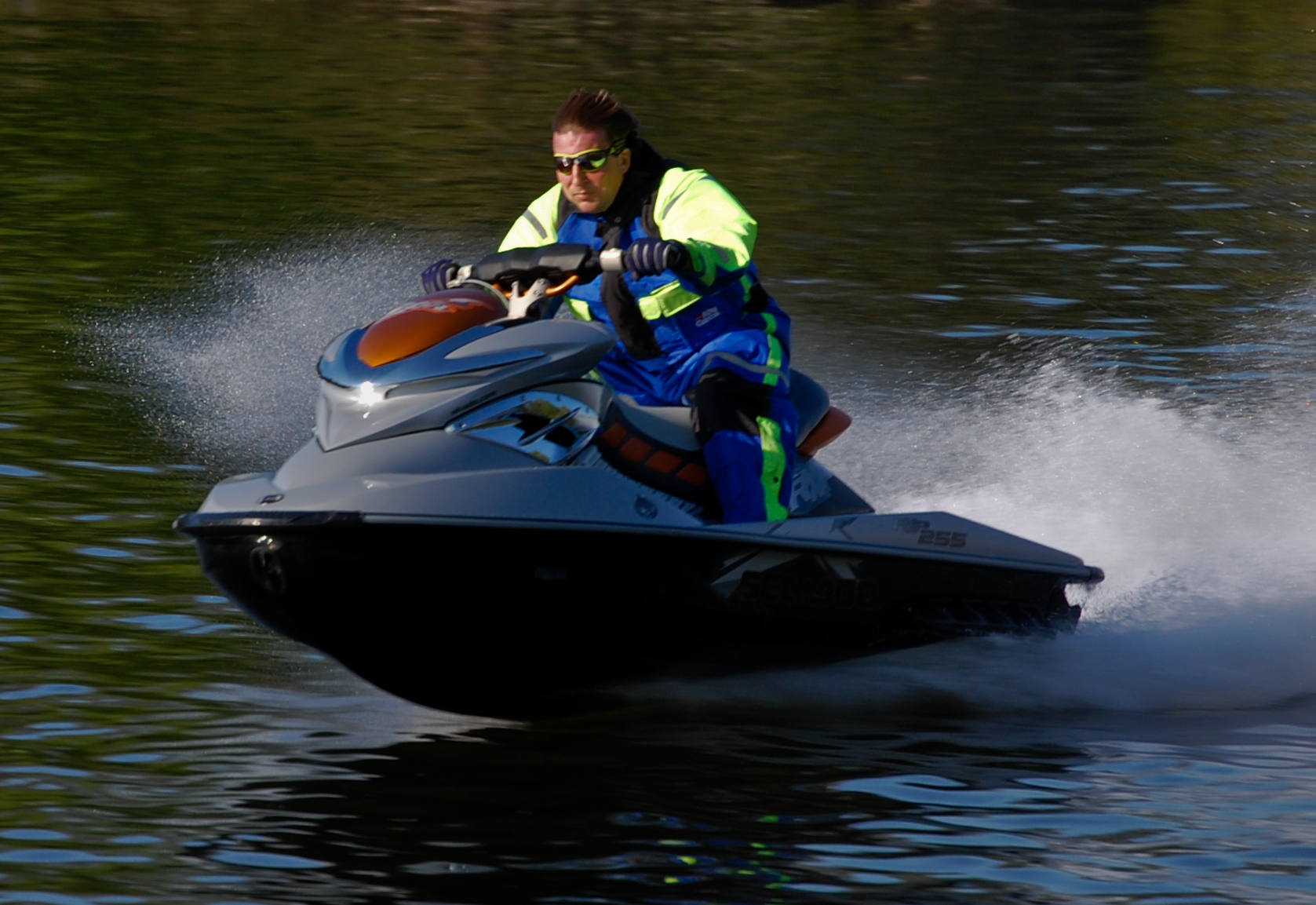
Modelul RXP-255 de scuter acvatic

Un scuter acvatic (engleză: Jet Ski) este o ambarcațiune folosită de obicei individual, în scopuri recreative. În Australia, Noua Zeelandă, S.U.A. etc, modelele pentru două persoane pot fi folosite și de către serviciile salvamar. Se individualizează prin poziția pe care o adoptă conducătorul – care stă călare pe ambarcațiune și nu în interiorul ei.

## Istoric

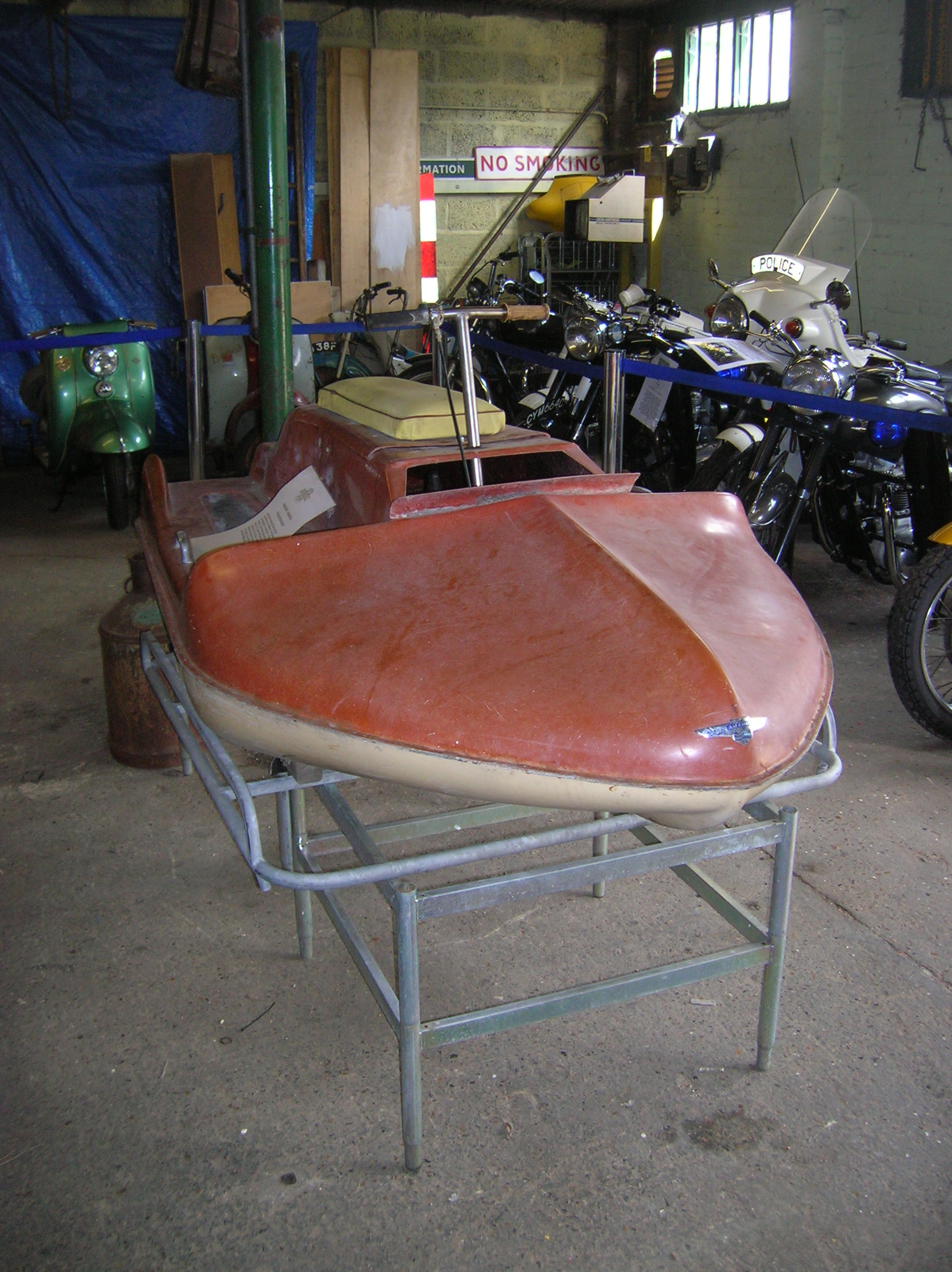
Un scuter acvatic Vincent Amanda din anii '50

La origine, ceea ce a fost cunoscut pentru prima dată drept scuter acvatic, a fost dezvoltat în Europa la mijlocul anilor 1950. Conceptul actual de design și propulsie a fost creat însă în anii '60 de către un funcționar bancar american amator de motociclism, Clayton Jacobson II. Acesta a pornit de la modificarea unor scutere acvatice europene din fibră de sticlă și care aveau atașat un motor cu elice, internalizând motorul – care era înlocuit cu o pompă ce crea un jet propulsor și, carosând vehicolul cu aluminiu. Produsul a fost mai târziu fabricat în serie în anii '70 de către firma japoneză Kawasaki.

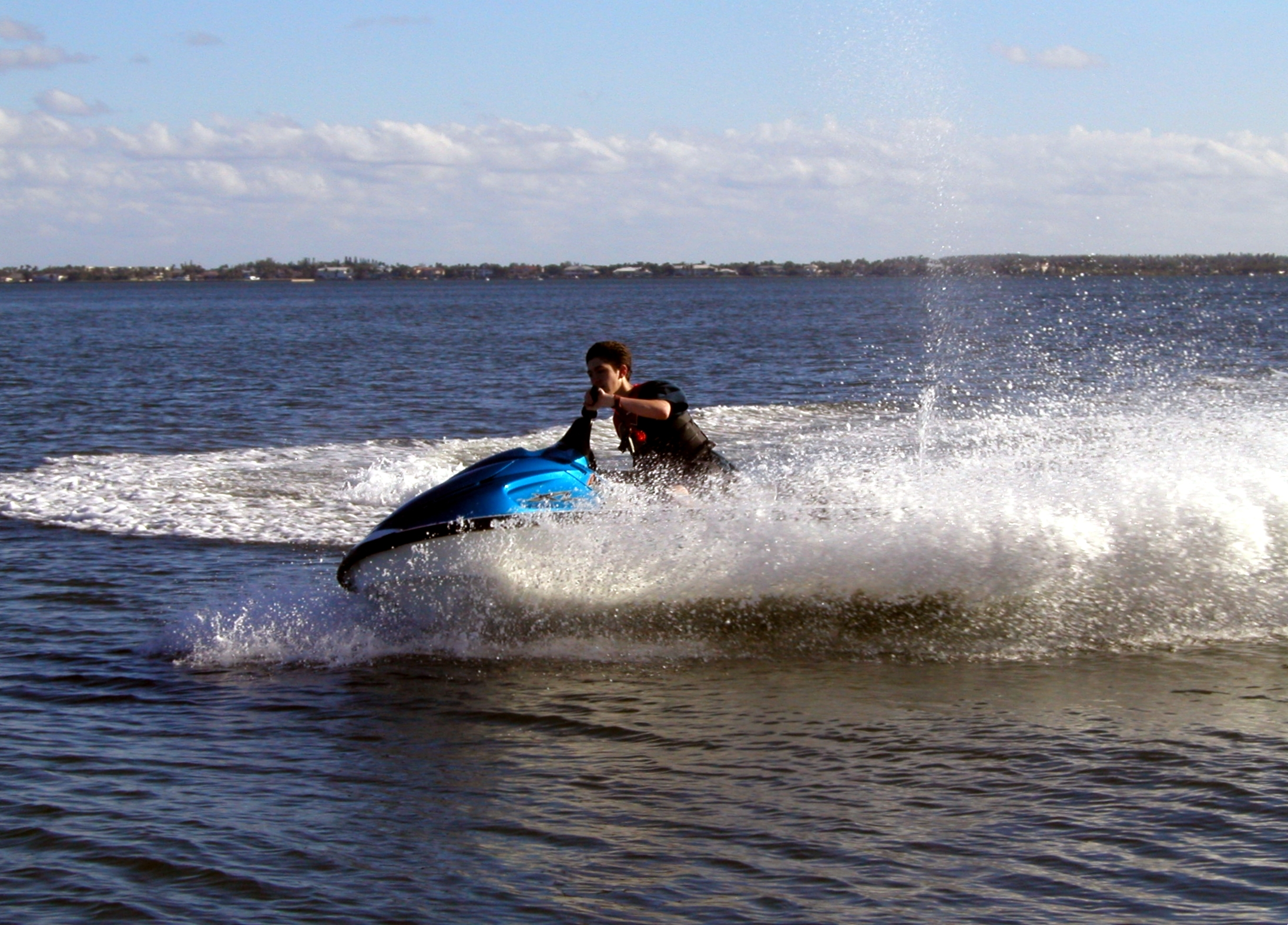
Viraj strâns care demonstrează viteza şi capacităţile de manevrabilitate ale unui scuter acvatic – aici efectuat cu un skijet Yamaha Waverunner XL

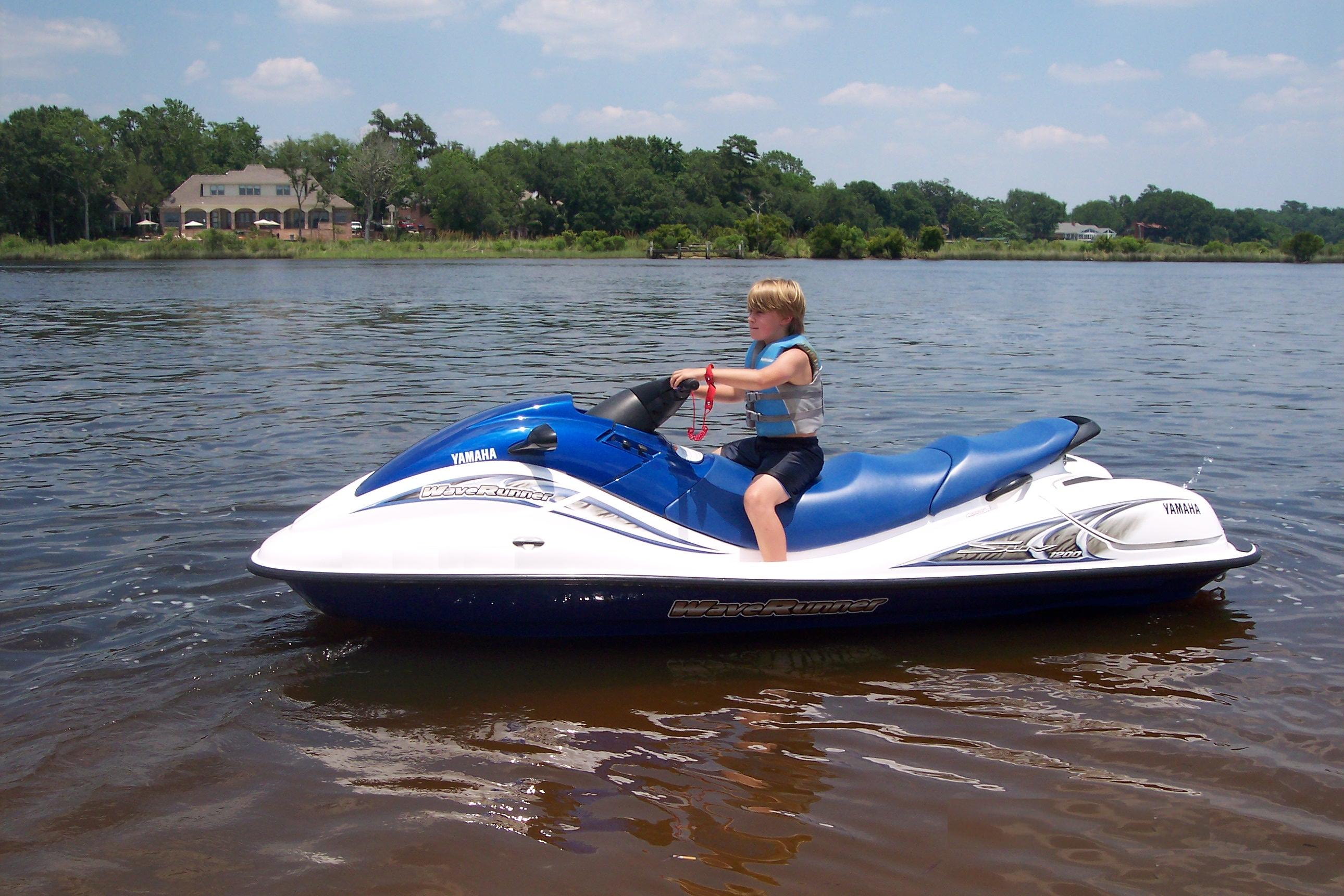
Scuter acvatic Yamaha de tipul WaveRunner

## Caracteristici
Propulsia este generată de un motor care antrenează o pompă cu rotorul în formă de șurub, ce generează forța necesară propulsiei și direcției. Ca orice vehicul rapid și manevrabil, scuterul de mare poate reprezenta un risc pentru utilizatori sau pentru înotători, astfel că atât caracteristicile sale, cât și folosirea sa, sunt supuse unor reguli tehnice sau de utilizare, și necesită antrenament pentru a fi condus în condiții optimale.